# Szentpéterfölde, Zala
Szentpéterfölde  este un sat în districtul Zalaegerszeg, județul Zala, Ungaria, având o populație de 142 de locuitori (2011). 

## Demografie
Componența etnică a satului Szentpéterfölde
     Maghiari (100%)
Componența confesională a satului Szentpéterfölde
     Romano-catolici (82,39%)
     Fără religie (3,52%)
     Necunoscută (14,08%)
Conform recensământului din 2011, satul Szentpéterfölde avea 142 de locuitori. Din punct de vedere etnic, majoritatea locuitorilor (100,0%) erau maghiari.  Din punct de vedere confesional, majoritatea locuitorilor (82,39%) erau romano-catolici, cu o minoritate de persoane fără religie (3,52%). Pentru 14,08% din locuitori nu este cunoscută apartenența confesională.